# Noel Hill

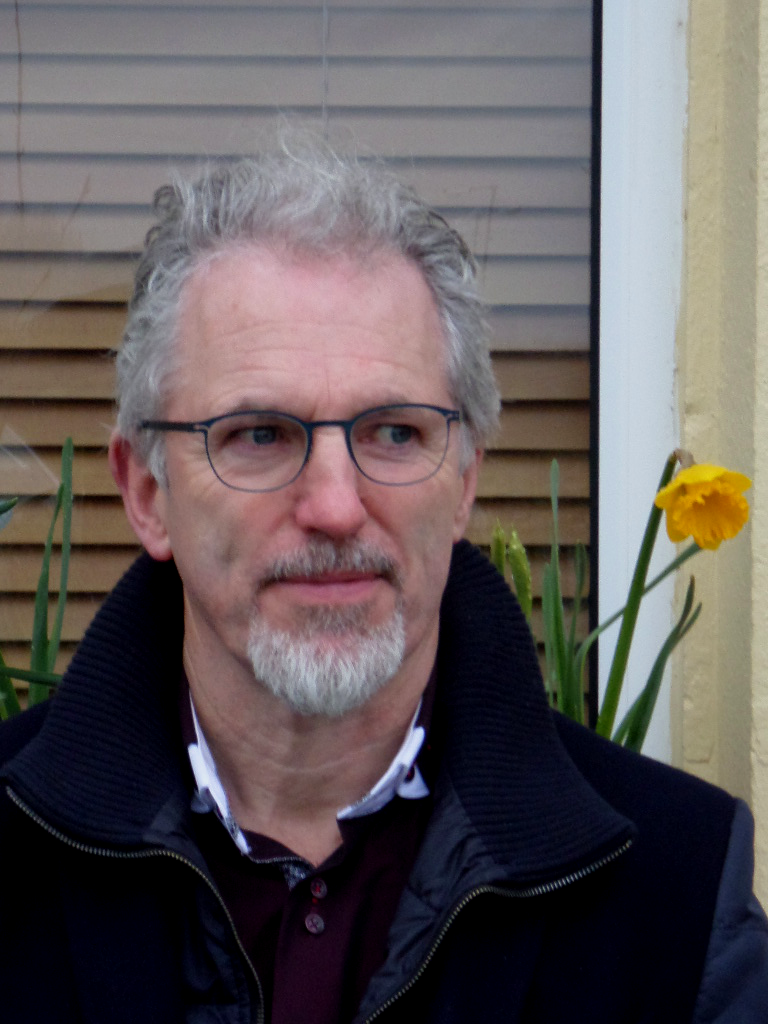
Noel Hill (2015)

Noel Hill (* 1958 in Caherea) ist ein irischer Konzertina-Spieler aus dem County Clare.

## Leben und Karriere
Hill wurde 1958 in Caherea im westlichen County Clare in Irland geboren.
Seit den späten 1970er Jahren ist Hill professioneller Musiker. Gemeinsam mit Tony Linnane, Tony Callanan und Kieran Hanrahan gründete er die Gruppe Inchiquin. Noel Hill and Tony Linnane gilt bis heute als eines seiner besten Alben.
Hill tourte bereits weltweit und unterhält in Irland und den Vereinigten Staaten die The Noel Hill Irish Concertina Schools. Mit seiner Familie lebt er in Connemara.
2008 erlitt Hill bei einem Angriff in einem Pub Gesichtsverletzungen und musste drei Wochen im Krankenhaus verbringen. Während des Verfahrens erklärte Hill, dass seine Spielfähigkeit in Folge des Angriffs dauerhaft eingeschränkt sei und er nur noch für kurze Zeit spielen könne.

## Trivia
Nachdem Hill die Band The Pogues in einem Radiointerview kritisiert hatte, schrieben diese den Song Planxty Noel Hill. Der Titel erschien 1986 auf der Poguetry-in-Motion-EP.

## Diskografie

### Solo
- The Irish Concertina (1988); "Irish Folk Album of the Year" 1988
- The Irish Concertina Two (2005)

### Mit Inchiquin
- Inchiquin (1976)

### Mit Tony Linnane
- Noel Hill & Tony Linnane Tara Music (1979)

### Mit Tony MacMahon
- I gCnoc Na Graí (In Knocknagree) (1985)

### Mit Tony Mac Mahon und Iarla Ó Lionáird
- Aislingí Ceoil - Music Of Dreams (1993)

### Als Sessionmusiker
- Mairéad Ní Dhómhnaill, Maighréad Ní Dhomhnaill (album) (1976)
- Christy Moore, The Iron Behind the Velvet (1978)
- Paul Brady, Welcome Here Kind Stranger (1978)
- Mick Hanly, As I Went Over Blackwater (1980)
- Planxty, The Woman I Loved So Well (1980)
- Iarla Ó Lionáird, I Could Read the Sky (2000)
- Paul Brady, The Missing Liberty Tapes (2001)
- Paddy Glackin und Micheál Ó Domhnaill, Athchuairt/Reprise (2001)

### Anthologien
- The 4th. Irish Folk Festival (1977)
- The Green Fields of America (1979)
- H - Block (1981)
- Treasury of Irish Song, Vol. 2 (1995)
- Treasury of Irish Song, Vol. 3 (1995)
- BLASTA! - The Irish Traditional Music Special (1997)
- Anglo International (2006)
- Experience Ireland (2007)
- All in Good Time: Traditional Irish Folk, Jigs and Reels (2012)